# Pyramica emarginata
Pyramica emarginata är en myrart som först beskrevs av Mayr 1901.  Pyramica emarginata ingår i släktet Pyramica och familjen myror. Inga underarter finns listade i Catalogue of Life.